# Huisheim
Huisheim är en kommun och ort i Landkreis Donau-Ries i Regierungsbezirk Schwaben i förbundslandet Bayern i Tyskland.
Kommunen ingår i kommunalförbundet Wemding tillsammans med staden Wemding och kommunerna Fünfstetten, Otting och Wolferstadt.